# 菩提树神
菩提樹神為漢傳佛教中的二十諸天與二十四諸天之一的護法神，而祂的神像通常被摆在寺庙的大雄殿里。

## 來由
菩提樹梵語譯為「畢缽羅樹」（Pippala），因釋迦牟尼佛於此樹下思維、成道，畢缽羅樹因而被尊稱為菩提樹，「菩提」（梵bodhi）為「覺悟」之意，菩提樹也因此稱為思維樹、覺樹。
菩提樹為佛陀遮曬擋雨，提供安心修行之環境，後佛陀在菩提樹下成道，佛教徒視菩提樹為聖樹，受到佛弟子愛護與敬仰，看見「菩提樹」如同看見「佛陀」一般。
菩提葉的形象也運用在佛教造像或佛教活動。
在佛教的世界，認為山河大地均有鬼神眾生居住，在樹則有樹神，在佛典故事中，有菩提樹神歡喜供養佛陀的故事。另一方面來看，菩提樹守護佛陀的形象擬人化後，即為菩提樹神。

## 形象
菩提樹神的形象，在漢傳佛教造像中，一般為年輕古裝女子，雙手持帶葉樹枝。

## 參照
- 二十諸天
- 二十四諸天
- 菩提樹